# Confédération Française des Travailleurs Chrétiens
Confédération Française des Travailleurs Chrétiens (CFTC) är en av de största fackliga centralorganisationerna i Frankrike. Den bildades 1919 och verkar i en kristen-socialistisk anda. År 1964 splittrades organisationen då en majoritet av medlemmarna bildade den sekulära Confédération Française Démocratique du Travail (CFDT).